# Misa-dong
Misa-dong (koreanska: 미사동) är en stadsdel i staden Hanam i provinsen Gyeonggi i den norra delen av
Sydkorea, 20 km öster om huvudstaden Seoul.

## Indelning
Administrativt är Misa-dong indelat i:
| Namn    | Namn            | Yta km² | Invånare 31 dec 2020 |
| ------- | --------------- | ------- | -------------------- |
| 미사1동 | Misa 1(il)-dong | 6,87    | 49 677               |
| 미사2동 | Misa 2(i)-dong  | 5,05    | 48 358               |